# ゴーンウェスト
ゴーンウェスト(Gone West)とはアメリカの競走馬、種牡馬。主な勝ち鞍に1987年のドワイヤーステークス（G1）、ウィザーズステークス、ゴーサムステークス（G2）。

## 戦歴
- 特記事項なき場合、本節の出典はEQIBASE[1]

1986年9月19日、ベルモントパーク競馬場でのメイドン競走でデビューし、1着。続く3戦は3着、5着、2着という結果に終わり、2歳時は4戦して1勝にとどまる。翌1987年初戦、2戦目のアローワンス競走を連勝し、G3競走ハッチソンステークス2着、G2競走フォンテンオブユースステークス3着ののちG2競走ゴーサムステークスで重賞を初めて制覇。続くウッドメモリアルインビテーショナルステークスで2着としたあとウィザーズステークスに出走し、重賞2勝目を挙げる。ピーターパンステークス2着ののちベルモントステークスに出走もベットトワイスの6着に終わる。7月のドワイヤーステークスでは2着に12馬身半差をつけて勝利しG1競走を制したが、その後はホイットニーハンデキャップ4着、ウッドワードステークス7着、ヴォスバーグステークス5着と3戦振るわず、そのまま引退した。

## 引退後
引退後はケンタッキー州のミルリッジファームで種牡馬となり、22年間の種牡馬生活で1263頭の産駒を送り出し、そのうちの101頭がステークスウイナーとなった。ブルードメアサイアーとしても、125頭のステークスウイナーを送り出した。2009年9月5日に疝痛の手術を受けたが、手術後の合併症のため、2日後の9月7日に安楽死処置がとられた。

### 主な産駒

#### G1級競走優勝馬
- 1989年産
  - ウエストバイウエスト (West by West)：ナッソーカウンティハンデキャップ[5]
- 1990年産
  - ザフォニック (Zafonic)：モルニ賞、サラマンドル賞、デューハーストステークス、2000ギニーステークス[6]
  - リンクリヴァー (Link River)：ジョン A.モリスハンデキャップ[7]
- 1991年産
  - ラシーニー (Lassigny)：ロスマンズインターナショナルステークス[8]
- 1992年産
  - ダホス (Da Hoss)：ブリーダーズカップ・マイル2回[9]
- 1995年産
  - グランドスラム (Grand Slam)：フューチュリティステークス、シャンペンステークス[10]
- 1997年産
  - コメンダブル (Commendable)：ベルモントステークス[11]
- 1998年産
  - スパイツタウン (Speightstown)：ブリーダーズカップ・スプリント[12]
- 1999年産
  - ケイムホーム (Came Home)：ホープフルステークス、パシフィッククラシックステークス、サンタアニタダービー[13]
  - ジョハー (Johar)：ブリーダーズカップ・ターフ、ハリウッドダービー[14]
  - チェンジインザウェザー（Changeintheweather）： グレイステークス
- 2003年産
  - マーシュサイド (Marsh Side)：カナディアンインターナショナルステークス、ノーザンダンサーターフステークス[15]

#### その他の産駒
- ミスターグリーリー (Mr. Greeley) ：ラファイエットステークス（G3）。種牡馬[16]
- イルーシヴクオリティ (Elusive Quality)：ポーカーハンデキャップ（G3）。種牡馬、2004年北米リーディングサイアー[17]
- ザミンダー (Zamindar) ：カブール賞（G3）。種牡馬[18]
- ザフォリア：京都4歳特別[19]
- スイートオーキッド：クリスタルカップ[20]
- ビクトリーテツニー：カペラステークス[21]

### 母の父としての主な産駒
- 2001年産
  - ヘルシーアディクション（Healthy Addiction） : サンタマルガリータインビテーショナルハンデキャップ[22]
- 2002年産
  - モティヴェーター（Motivator）：レーシングポストトロフィー、ダービーステークス[23]
- 2003年産
  - フロストジャイアント（Frost Giant） : サバーバンハンデキャップ[24]
- 2005年産
  - ゲームフェイス（Game Face） : プリンセスルーニーハンデキャップ[25]
- 2006年産
  - ラヴェリータ : 関東オークス、スパーキングレデイーカップ2回、名古屋大賞典、TCK女王盃、エンプレス杯[26]
- 2007年産
  - アフリカンストーリー（African Story）：ドバイワールドカップ、マクトゥームチャレンジラウンド3[27]
  - アナウンス（Announce） : ジャンロマネ賞[28]
- 2008年産
  - オーサムフェザー（Awesome Feather）：ブリーダーズカップ・ジュヴェナイルフィリーズ、ガゼルステークス[29]
  - ブリリアントスピード（Brilliant Speed） : ブルーグラスステークス[30]
  - アドマイヤサガス : 北海道スプリントカップ[31]
- 2009年産
  - ユニオンラグズ（Union Rags）：シャンペンステークス、ベルモントステークス[32]
  - キングデヴィッド（King David） : ジャマイカハンデキャップ[33]
- 2010年産
  - リーディングライト（Leading Light） : セントレジャーステークス、ゴールドカップ[34]
  - ヴァイオレンス（Violence） : キャッシュコールフューチュリティ[35]
- 2011年産
  - ジャイアントトレジャー（Giant Treasure） : 香港スチュワーズカップ[36]
- 2012年産
  - オーダーオブセントジョージ（Order of St George） : アイリッシュセントレジャー2回、ゴールドカップ[37]
  - アポロケンタッキー：東京大賞典、みやこステークス、日本テレビ盃[38]
- 2013年産
  - サウンドスカイ：全日本2歳優駿、兵庫ジュニアグランプリ[39]
- 2015年産
  - アフリカンゴールド : 京都記念[40]
- 2016年産
  - ジャスティン : 東京スプリント、東京盃、カペラステークス[41]
- 2017年産
  - シャインガーネット : ファルコンステークス[42]

## 血統表
| ゴーンウェストの血統        | ゴーンウェストの血統           | ゴーンウェストの血統         | （血統表の出典）             | （血統表の出典） |
| 父系                        | ミスタープロスペクター系       | ミスタープロスペクター系     | ミスタープロスペクター系     | [ § 2 ]          |
| 父 Mr. Prospector 1970 鹿毛 | 父の父Raise a Native 1961 栗毛 | Native Dancer                | Polynesian                   | Polynesian       |
| 父 Mr. Prospector 1970 鹿毛 | 父の父Raise a Native 1961 栗毛 | Native Dancer                | Geisha                       |                  |
| 父 Mr. Prospector 1970 鹿毛 | 父の父Raise a Native 1961 栗毛 | Raise You                    | Case Ace                     | Case Ace         |
| 父 Mr. Prospector 1970 鹿毛 | 父の父Raise a Native 1961 栗毛 | Raise You                    | Lady Glory                   |                  |
| 父 Mr. Prospector 1970 鹿毛 | 父の母Gold Digger 1962 鹿毛    | Nashua                       | Nasrullah                    | Nasrullah        |
| 父 Mr. Prospector 1970 鹿毛 | 父の母Gold Digger 1962 鹿毛    | Nashua                       | Segula                       |                  |
| 父 Mr. Prospector 1970 鹿毛 | 父の母Gold Digger 1962 鹿毛    | Sequence                     | Count Fleet                  | Count Fleet      |
| 父 Mr. Prospector 1970 鹿毛 | 父の母Gold Digger 1962 鹿毛    | Sequence                     | Miss Dogwood                 |                  |
| 母 Secrettame 1978 栗毛     | 母の父Secretariat 1970 栗毛    | Bold Ruler                   | Nasrullah                    | Nasrullah        |
| 母 Secrettame 1978 栗毛     | 母の父Secretariat 1970 栗毛    | Bold Ruler                   | Miss Disco                   |                  |
| 母 Secrettame 1978 栗毛     | 母の父Secretariat 1970 栗毛    | Somethingroyal               | Princequillo                 | Princequillo     |
| 母 Secrettame 1978 栗毛     | 母の父Secretariat 1970 栗毛    | Somethingroyal               | Imperatrice                  |                  |
| 母 Secrettame 1978 栗毛     | 母の母Tamerett 1962 黒鹿毛     | Tim Tam                      | Tom Fool                     | Tom Fool         |
| 母 Secrettame 1978 栗毛     | 母の母Tamerett 1962 黒鹿毛     | Tim Tam                      | Two Lea                      |                  |
| 母 Secrettame 1978 栗毛     | 母の母Tamerett 1962 黒鹿毛     | Mixed Marriage               | Tudor Minstrel               | Tudor Minstrel   |
| 母 Secrettame 1978 栗毛     | 母の母Tamerett 1962 黒鹿毛     | Mixed Marriage               | Persian Maid                 |                  |
| 母系(F-No.)                 | (FN:2-f)                       | (FN:2-f)                     | (FN:2-f)                     | [ § 3 ]          |
| 5代内の近親交配             | Nasrullah 4×4、Discovery 5×5   | Nasrullah 4×4、Discovery 5×5 | Nasrullah 4×4、Discovery 5×5 | [ § 4 ]          |
| 出典                        | 1. 2. 3. 4.                    | 1. 2. 3. 4.                  | 1. 2. 3. 4.                  | 1. 2. 3. 4.      |

- 主たる近親馬にタイキフォーチュン（NHKマイルカップ、毎日杯）、エーピージェット（京成杯）、サクラオリオン（中京記念、函館記念）[44]